# Friedrich von Bernhardi
Friedrich Adam Julius von Bernhardi (Sankt Peterburg, 22. studenog 1849. – Hirschberg-Kunnersdorf, 11. prosinca 1930.) je bio njemački general i vojni pisac. Tijekom Prvog svjetskog rata zapovijedao je Korpusom Bernhardi na Istočnom i Zapadnom bojištu. 

## Vojna karijera
Friedrich von Bernhardi rođen je 22. studenog 1849. u Sankt Peterburgu u obitelji estonsko-njemačkog podrijetla. Njegov otac Theodor bio diplomat i povjesničar s vezama u pruskoj vojnoj i diplomatskoj eliti. Majka mu je pak bila kćer ruskog admirala Krusensterna. Bernhardi je rođen u Sankt Peterburgu, ali se njegova obitelj kada je bio star dvije godine preselila u Prusku gdje je imala imanje u Kunnersdorfu.
Bernhardi je u prusku vojsku stupio u travnju 1869. služeći u 14. husarskoj pukovniji. S navedenom pukovnijom sudjelovao je u Prusko-francuskom ratu, te je imao čast da u pobjedničkoj paradi koja je nakon njemačke pobjede bila organizirana, prvi prođe kroz Trijumfalna vrata u Parizu. Po završetku rata jedno vrijeme služi u 5. dragunskoj pukovniji, da bi od listopada 1873. pohađao Prusku vojnu akademiju u Berlinu. Nakon završetka iste, s činom poručnika u koji je promaknut u prosincu 1875., ponovno od srpnja 1876., služi u 5. dragunskoj pukovniji, nakon čega od srpnja 1879. služi u Glavnom stožeru i to u topografskom odjelu. U svibnju 1881. vraća se natrag u službu u 5. dragunsku pukovniju, da bi u listopadu 1882. bio upućen na šestomjesečnu kartografsku ekspediciju u Grčku. U ožujku 1883. unaprijeđen je u čin satnika, te je istodobno ponovno upućen na službu u topografski odjel pri Glavnom stožeru u kojem služi iduće tri godine. Od ožujka 1886. služi u stožeru 15. pješačke divizije smještene u Kölnu i to do ožujka 1888. kada postaje zapovjednik satnije u 5. vestfalijskoj ulanskoj pukovniji.
U ožujku 1890. Bernhardi je promaknut u čin bojnika, dok u veljači postaje vojni ataše u Bernu. U svibnju 1894. postaje zapovjednikom 20. dragunske pukovnije kojom zapovijeda do rujna 1896. kada postaje načelnikom stožera XVI. korpusa smještenog u Metzu. Prije toga je, u ožujku 1897., promaknut u pukovnika. U srpnju 1898. Bernhardi je opet na službi u Glavnom stožeru gdje postaje načelnik povijesnog odjela, te se u tom razdoblju sve više počinje baviti vojnim pisanjem. U tom razdoblju sudjeluje i u sačinjavanju Schlieffenovog plana koji je predviđao kršenje belgijske neutralnosti u slučaju rata s Francuskom.
U kolovozu 1900. Bernhardi je unaprijeđen u čin general bojnika, nakon čega u travnju 1901. postaje zapovjednikom 30. pješačke brigade sa sjedištem u Strasbourgu koji se tada nalazio u sastavu Njemačkog Carstva. Navedenom brigadom zapovijeda do travnja 1904. kada dobiva čin general poručnika i zapovjedništvo nad 7. pješačkom divizijom smještenom u Magdeburgu. U prosincu 1907. postaje zapovjednikom VII. korpusa, dok je u siječnju sljedeće 1908. godine promaknut u čin generala konjice. Bernhardi VII. korpusom zapovijeda do kolovoza 1909. godine kada se umirovljuje.
Nakon umirovljenja Bernhardi puno putuje, posjećuje Egipat, istočnu Aziju, te obje Amerike, te se posvećuje pisanju etablirajući se kao pisac. Godine 1912. objavljuje svoju poznatu knjigu Njemačka i sljedeći rat u kojoj iznosi stajalište da je nakon marokanske krize rat između velikih sila neizbježan, te da je zadatak svih dijelova njemačkog društva da se za isti pripreme kako bi se ostvarilo i ujedinjenje svih njemačkih naroda i proširilo njemačko kolonijalno carstvo. Navedena knjiga izazvala je pravu senzaciju, te je objavljeno više izdanja iste i to u raznim zemljama uključujući Francusku i Veliku Britaniju kojima je ista poslužila, imajući u vidu da ju je napisao bivši član Glavnog stožera, kao dokaz da njemačkih imperijalnih pretenzija. 

## Prvi svjetski rat
Na početku Prvog svjetskog rata Bernhardi je reaktiviran, te postaje zamjenikom zapovjednika V. korpusa koji se na Zapadnom bojištu nalazio u sastavu 5. armije kojom je zapovijedao prijestolonasljednik Vilim. S navedenim korpusom sudjeluje u Graničnim bitkama. U rujnu 1915. Bernhardi postaje zapovjednikom 49. pričuvne divizije koja se nalazila na Istočnom bojištu s kojom sudjeluje u gonjenju ruskih snaga nakon proboja u ofenzivi Gorlice-Tarnow. 
U lipnju 1916. Bernhardi postaje zapovjednikom Korpusa Bernhardi. S navedenim korpusom sudjeluje u suzbijanju Brusilovljeve ofenzive za što je 20. kolovoza 1916. odlikovan i ordenom Pour le Mérite. Korpus Bernhardi je reorganizacijom u listopadu 1916. postao LV. korpus pri čemu je zapovjednikom istog i dalje ostao Bernhardi. U ljeto 1917. Bernhardi s LV. korpusom sudjeluje u zaustavljanju Kerenskijeve ofenzive. Nakon što su zbog izlaska Rusije iz rata borbe na Istočnom bojištu prestale, Bernhardi je u veljači 1918. s LV. korpusom premješten na Zapadno gdje sudjeluje u borbama oko Armentieresa.

## Poslije rata
Nakon rata Bernhardi se povukao iz vojske, te se vratio pisanju. Preminuo je 11. prosinca 1930. godine u 81. godini života na obiteljskom imanju u Kunnersdorfu. 

## Vanjske poveznice
(eng.) Friedrich von Bernhardi na stranici Prussianmachine.com

(eng.) Friedrich von Bernhardi na stranici Field commanders of Austria-Hungary

(njem.) Friedrich von Bernhardi na stranici Deutschland14-18.de

(njem.) Friedrich von Bernhardi na stranici Deutsche-biographie.de